# Висоцький. Дякуємо, що живий
Висоцький. Дякуємо, що живий (рос. Высоцкий. Спасибо, что живой) — російський фільм режисера Петра Буслова про Володимира Висоцького. Сценарій фільму написав син Володимира Висоцького Микита. Продюсер фільму — Олександр Ткаченко.

## Сюжет
Дія фільму розгортається в 1979 році, коли на одному з концертів під час гастролей в Узбекистані Висоцькому стає погано з серцем і він переживає клінічну смерть.

## У ролях
- Микита Висоцький — голос Володимира Висоцького
- Оксана Акіньшина[5] — подруга поета Тетяна Івлєва (прообраз — Оксана Афанасьєва)
- Іван Ургант— Сєва Кулагін, друг і колега Висоцького
- Андрій Смоляков — Віктор Михайлович Бехтеєв, полковник КДБ
- Максим Леонідов — Павло Леонідов, імпресаріо, близький друг і двоюрідний дядько Висоцького
- Андрій Панін — Анатолій Нефьодов, особистий лікар Висоцького
- Володимир Ільїн — полковник КДБ з Москви
- Дмитро Астрахан — Леонід Фридман, організатор концертів Висоцького в Узбекистані
- Ганна Ардова — Ізабелла Юр'євна, директор Дому культури
- Алла Покровська — Ніна Максимівна, мати Висоцького
- Сергій Шакуров — Семен Володимирович, батько Висоцького
- Марина Александрова — Людмила Абрамова, друга дружина Висоцького
- Володимир Меньшов — режисер (прообраз — Юрій Любимов)
- Володимир Большов
- Сергій Безруков — Юра, колега Володимира Висоцького[6]

Автори фільму приховують ім'я виконувача головної ролі.

## Прем'єра
Спочатку прем'єра фільму була запланована на 24 липня 2011 року і мала бути присвячена 31-й річниці від дня смерті Висоцького. Потім її перенесли на осінь 2011 року. Згодом на одному з рок-фестивалів була оголошена нова дата — 31 грудня 2011 року. 25 липня вийшов новий трейлер і була названа нова кінцева дата виходу фільму на екрани — 1 грудня 2011 року.

## Критика
- Євген Гришковець, російський драматург, актор, режисер[9]:

Найкраще, що ви можете зробити, знаючи Висоцького і люблячи його чи не знаючи його зовсім, — не ходити і не дивитись цей фільм, не витрачати свій час і душевні сили, не піддаватися ганебній допитливості, щоб не гніватися потім на побачене і, тим більше, щоб не відчувати сорому, як я відчуваю сьогодні. Також не потрібно віддавати чесно зароблені гроші тим, хто робить таке кіно. Ці люди не повинні займатися кінематографом. І без того наша культура переживає відчайдушні часи, ще й на додаток такі люди завдають удару і по культурному надбанню, яким Висоцький безперечно є… 
- Російський кінокритик Максим Ейдіс ловить творців фільму на співанні дифірамбів в адресу КДБ[10]:Висоцький тут — персонаж другорядний, а головний герой фільму зовсім не він. Головний герой — полковник держбезпеки Віктор Михайлович… Що ж стосується «Висоцького», то він знімався на замовлення «Дирекції кіно Першого каналу», щоденно рекламується по ТБ і два тижні тому був представлений на закритому показі російському прем'єр-міністра, теж полковника держбезпеки. Одержав його схвалення та виходить на екрани за чотири дні до виборів.

## Заборона в Україні
Фільм заборонений в Україні через присутність у ньому актора-українофоба Сергія Безрукова. Також у фільмі є радянська пропаганда.